# Allium frigidum
Allium frigidum — вид трав'янистих рослин родини амарилісові (Amaryllidaceae), зростає у південній Греції.

## Опис
Цибулина від субкулястої до яйцювато-субкулястої, завдовжки 0.5–14 мм, із чорнуватими зовнішніми оболонками та білуватими внутрішніми. Стебло (6)8–22 см заввишки, прямостійне, загалом вигнуте в дистальній частині. Листків (2)3, голі або іноді запушені, ниткоподібні, жолобчасті. Суцвіття нещільне, 5–20(25)-квіткове, з нерівними вигнутими квітконосами завдовжки 5–15 мм. Оцвітина дзвінчаста до воронкоподібної; листочки оцвітини від еліптичних до довгасто-еліптичних, біло-рожевуваті з фіолетово-коричнюватою серединною жилкою, 5–6 мм завдовжки, 1.5–2.2 мм завширшки. Пиляки біло-жовтуваті, яйцювато-еліптичні, 1–1.2 x 0.8–0.9 мм. Зав'язь зворотнояйювато-еліпсоїдна, 3–3.5 x 1.8–2 мм. Коробочка субкуляста, 4.8–5 x 4–5 мм.
Квітне влітку.

## Поширення
Зростає у південній Греції. Ендемік деяких гір на Пелопоннесі. Повідомлення Колмана (1984) з пд.-зх. Анатолії та егейських островів Самос та Ікарія, мабуть, мають бути віднесені до інших видів.
Трапляється в гірському і альпійському поясі, на 1500—2300 м висоти, де росте в чагарникових громадах і на кам'янистих луках.